# فیروزآباد (مشیز)
فیروزآباد یک روستا در ایران است که در دهستان مشیز شهرستان بردسیر واقع شده‌است.